# Roland Bourneuf
Roland Bourneuf est un professeur de littérature à la retraite et écrivain québécois né à Riom en France, le 27 mai 1934, date réelle, le 28 mai 1934, date officielle d'enregistrement par son père. Il a immigré au Canada en 1962 et vit à Québec depuis.
Il a effectué ses études universitaires à l'Université de Clermont-Ferrand. Il a enseigné la littérature moderne à l'Université Laval, tout en y poursuivant ses études de doctorat.
Parallèlement à sa carrière universitaire, Roland Bourneuf a poursuivi une formation en psychologie analytique.

## Œuvres
- Saint-Denys Garneau et ses lectures européennes : essai, Québec (Québec), Canada, Presses de l'Université Laval, 1969, 332 p.
- Roland Bourneuf et Réal Ouellet, L'Univers du roman : essai, Paris, Presses Universitaires de France, 1981 (1re éd. 1972), 696 p. (ISBN 978-0-7705-1808-0)
- Roland Bourneuf (dir.), Giono : essai, Paris, Éditions Garnier Flammarion, coll. « Les critiques de notre temps », 1977, 205 p. (ISBN 978-2-7050-0123-0)
- Passage de l'ombre : proses, Québec (Québec), Canada, Éditions Parallèles, 1978, 59 p.
- Reconnaissances : nouvelles, Québec (Québec), Canada, Éditions Parallèles, 1981, 100 p. (ISBN 2-89012-008-2)
- Antoine Dumas : essai, Québec (Québec), Canada, Éditions internationales Alain Stanké, 1983, 239 p. (ISBN 2-7604-0213-4)
- Mémoires du demi-jour : nouvelles, Québec (Québec), Canada, Les éditions de L'instant même, 1990, 152 p. (ISBN 978-2-921197-04-5)
- Chronique des veilleurs : nouvelles, Québec (Québec), Canada, Les éditions de L'instant même, 1993, 108 p. (ISBN 978-2-921197-28-1)
- Gilles Pellerin (dir.) et (Collectif), Dix ans de nouvelles: Une anthologie québécoise : essai, Québec (Québec), Canada, Les éditions de L'instant même, 1996, 261 p. (ISBN 978-2-921197-67-0)
- Le chemin du retour : roman, Québec (Québec), Canada, Les éditions de L'instant même, 1996, 238 p. (ISBN 978-2-921197-60-1)
- Venir en ce lieu : essai, Québec (Québec), Canada, Les éditions de L'instant même, 1997, 208 p. (ISBN 978-2-921197-78-6)
- Littérature et peinture : essai, Québec (Québec), Canada, Les éditions de L'instant même, coll. « Connaître », 1998, 168 p. (ISBN 978-2-89502-001-1)
- Le traversier : nouvelles, Québec (Québec), Canada, Les éditions de L'instant même, 2000, 141 p. (ISBN 978-2-89502-133-9)
- Gilles Pellerin (dir.) et (Collectif), Anthologie de la nouvelle québécoise actuelle : essai, Québec (Québec), Canada, Les éditions de L'instant même, 2003, 288 p. (ISBN 978-2-89502-192-6)
- La route innombrable : récit, Québec (Québec), Canada, Les éditions de L'instant même, 2003, 168 p. (ISBN 978-2-89502-185-8)
- (Collectif), L'atelier des apparences: Sur des œuvres de Paul Béliveau : nouvelles, Québec (Québec), Canada, Les éditions de L'instant même, 2004, 15 pl. coul., 92 (ISBN 978-2-89502-199-5)
- L'usage des sens : essais, Montréal (Québec), Canada, Éditions Les heures bleues, 2004, 101 p. (ISBN 978-2-922265-31-6)
- (Collectif), Le cinéma, âme sœur de la psychanalyse : essai, Québec (Québec), Canada, Les éditions de L'instant même, coll. « L'instant ciné », 2005, 15 ill. et 4 phot., 294 (ISBN 978-2-89502-214-5)
- Claude Grégoire (dir.) et (Collectif), Le fantastique même: Une anthologie québécoise : essai, Québec (Québec), Canada, Les éditions de L'instant même, 2005, 239 p. (ISBN 978-2-921197-85-4)
- (Collectif), Les travaux de Philocrate Bé découvreur de mots : essai, Québec (Québec), Canada, Les éditions de L'instant même/Musée de la civilisation du Québec, 2006, 206 p. (ISBN 978-2-89502-145-2)
- Pierres de touche : essai, Québec (Québec), Canada, Les éditions de L'instant même, 2007, 402 p. (ISBN 978-2-89502-240-4))
- L'ammonite : récit, Québec (Québec), Canada, Les éditions de L'instant même, 2009, 234 p. (ISBN 978-2-89502-292-3)
- Héliane Ventura (dir.), Philippe Mottet (dir.) et (Collectif), Pratiques de la transgression dans la littérature et les arts visuels: Actes du colloque international « Les transgressions verbi-voco-visuelles » : essais, Québec (Québec), Canada, Les éditions de L'instant même, coll. « Essais », 2009, 228 p. (ISBN 978-2-89502-289-3)
- Points de vue : essais, Québec (Québec), Canada, L'instant même, 2012, 117 p. (ISBN 978-2-89502-327-2)
- Roland Bourneuf et Lyse Charuest, Parcours : carnet de voyages, Québec (Québec), Canada, Hors commerce, 2014
- L'étranger dans la montagne : nouvelles, Québec (Québec), Canada, L'instant même, 2017, 146 p. (ISBN 978-2-89502-383-8)
- Profils : portraits, Québec (Québec), Canada, Hors commerce, 2017
- Roland Bourneuf et Guy Simard, L'écorce et l'aubier : oeuvres picturales, Québec (Québec), Canada, Hors commerce, 2018, 210 p.
- Sentiers : carnets, Québec (Québec), Canada, Hors commerce, 2018
- Roland Bourneuf et Guy Simard, Mon musée I et II : essais sur la peinture, Québec (Québec), Canada, Hors commerce, 2019
- Sentiers, sources : carnets 1999-2008, Montréal (Québec), Canada, Nota Bene, 2019, 336 p. (ISBN 978-2-89518-695-3)
- Croire : essai, Québec (Québec), Canada, Hors commerce, 2020
- Vieillir: chemin de vérité : essai, Montréal (Québec), Canada, Mediaspaul, 2020, 125 p. (ISBN 978-2-89760-260-4)
- Lectures à tous vents : chroniques littéraires, Québec (Québec), Canada, Éditions Huit, 2022, 387 p. (ISBN 978-2-92170-737-4)
- Sentiers, sources : carnets 2018-2022, Québec (Québec), Canada, Hors commerce, 2023
- Le livre de Victor : récit, Québec (Québec), Canada, Éditions Huit, 2023, 122 p. (ISBN 978-2-92170-740-4)
- La lampe sur la table : autobiographie, Québec (Québec), Canada, Éditions Huit, 2024, 328 p. (ISBN 978-2-92170-739-8)

## Honneurs
- 1970 - Prix David, Saint-Denys-Garneau et ses lectures européennes
- 1991 - Prix d'excellence de la culture, Mémoires du demi-jour
- 1994 - Prix de l'Institut canadien de Québec, Chronique des veilleurs
- 2008 - Prix Victor-Barbeau, Pierres de touche